# 張嘉言
張嘉言（？—？），號寰應，湖廣長沙府湘潭縣人，明朝政治人物。

## 生平
萬曆十三年（1585年）乙酉科湖廣鄉試舉人。萬曆二十年（1592年）壬辰科三甲二百一名進士，户部觀政，二十一年授广东广州府推官，二十七年升蘇州府同知，二十九年考察調用，同年降調寧國府推官，三十一年升都察院经历，三十三年丁憂。三十五年補原职添注，三十六年升工部營膳司员外郎，三十七年升本司郎中。京师正阳门失火，张嘉言严词拒绝宦官虚报预算，次年因京察被贬。

## 家族
曾祖張思政；祖父張銓，冠帶典儀；父張文學，生员。